# André Manuel
Pour les articles homonymes, voir Manuel.
André Manuel, né à Épinal le 1er juin 1905 et mort à Paris 17e le 25 novembre 1991, fut l'un des fondateurs du bureau central de renseignements et d'action. Il devint le chef de la section de renseignement (R) des services secrets gaullistes et resta jusqu'en 1945 le principal adjoint du colonel Passy. 
Après la guerre il devint l'un des dirigeants de la direction générale des services spéciaux puis du service de documentation extérieure et de contre-espionnage.

## Biographie

### Origine
Fils d'Henri Manassé-Manuel, avocat toulousain devenu industriel cotonnier à Épinal (Kahn, Lang et Manuel) et d'Hélène Lang, fille d'Émile Lang, industriel d'origine alsacienne installé dans les Vosges à Épinal, André Manuel est né en 1905 dans une famille d'origine juive d'industriels du textile des Vosges. Il suivit une formation d'ingénieur textile et entra dans l'entreprise familiale ou il resta jusqu'à sa faillite, en 1936. 
Ensuite, il représenta en Europe un fabricant de métiers à tisser américain. 
Marié en 1925, il eut un fils, mais divorça rapidement.

### La guerre
Il est mobilisé en 1939 et affecté comme lieutenant aérostier à Compiègne. En juin 1940, il suit son régiment en retraite et se retrouve à Albi lors de l'armistice. Cherchant à rejoindre Londres, il réussit à s'embarquer à Sète sur un bateau rapatriant des troupes tchèques en Angleterre. Il y rencontre d'autres français dont Pierre Fourcaud.
En juillet 1940, Fourcaud le présente à Passy qui le recrute au sein du Deuxième Bureau. Il prend le nom de code de « Pallas ». et devient le patron de la section Renseignement.
Son frère, Pierre, résistant également, sera déporté à Auschwitz en 1944.